# Maintirano
Maintirano è un comune urbano (firaisana) del Madagascar situato sulla costa occidentale dell'isola, sul canale del Mozambico. Amministrativamente è il capoluogo della regione di Melaky.
La città ha una popolazione di 16 092 abitanti (censimento 2001), in maggior parte appartenenti all'etnia Sakalava.

## Infrastrutture e trasporti
La città è sede di un aeroporto civile (codice IATA: MXT).